# Takuji Yonemoto
Takuji Yonemoto (米本 拓司 Yonemoto Takuji?,  Hyogo, 3 de diciembre de 1990) es un futbolista japonés que juega como centrocampista en el Kyoto Sanga F. C. de la J1 League.
Fue elegido para integrar la selección nacional de Japón para los Copa Mundial de Fútbol Sub-17 de 2007. En 2010 jugó para la selección de fútbol de Japón.

## Trayectoria

### Clubes
| Club                       | País  | Año           |
| -------------------------- | ----- | ------------- |
| F. C. Tokyo                | Japón | 2009-2018     |
| Nagoya Grampus             | Japón | 2019-2024     |
| Shonan Bellmare (cedido)   | Japón | 2022          |
| Kyoto Sanga F. C. (cedido) | Japón | 2024          |
| Kyoto Sanga F. C.          | Japón | 2025-presente |

### Selección nacional
| Selección | País  | Año  |
| --------- | ----- | ---- |
| Absoluta  | Japón | 2010 |

## Estadística de equipo nacional
| Selección de Japón | Selección de Japón | Selección de Japón |
| Año                | Part.              | Goles              |
| ------------------ | ------------------ | ------------------ |
| 2010               | 1                  | 0                  |
| Total              | 1                  | 0                  |

## Palmarés

### Títulos nacionales
| Título             | Club           | País  | Año  |
| ------------------ | -------------- | ----- | ---- |
| Copa J. League     | F. C. Tokyo    | Japón | 2009 |
| Copa del Emperador | F. C. Tokyo    | Japón | 2011 |
| Copa J. League     | Nagoya Grampus | Japón | 2021 |